# 經濟租
經濟學上，經濟租（英語：Economic rent，或稱地代）最早指從土地（land）獲得的收益，後被擴大為所有因為獨佔權力而獲得的收入。生產過程中要付出的生產投入成本，高於某個供给的价格弹性下本來應該付出的價格（也就是機會成本），這中間的差額就是經濟租。經濟租的出現，會帶來尋租行為。
在完全競爭市場中，不存在經濟租。經濟租與尋租的出現代表市場失靈。

## 概論
經濟租的理論，最早起源於地租（Rent），由行使土地所有權，進行租賃或買賣而獲得的收入。在傳統政治經濟學中，地主得到租金收入，並不是因為地主在生產過程中貢獻出任何力量，而是單純因為他擁有土地的獨佔權力。這與工資不同，勞工得到工資，是為了補償他在貢獻勞力時所需付出的成本。後來，租金被用來指任何因為控制獨占或寡占力量而得到的收入或利潤。例如，某個企業得到政府特許可以進口某種商品，因此得到的利潤，就是一種租金（Rent）。另一個例子是，企業利用政治遊說、賄賂、以及組成了解法律漏洞的律師團，使得政府對企業提供優惠或疏困，以提升企業獲利，這也是一種經濟租。
另一個造成經濟租的原因是資訊不對稱或不完全造成的。
在經濟學上，經濟租對生產過程及生產結果，不會帶來任何改善，它只是單純的財富轉移，加上無謂損失。經濟租妨礙了市場競爭，形成市場失靈。造成經濟租的主要力量就是政府，也就是政府失靈。因此政府的主要職責，就是使經濟租減少或消失，或是控制它的成長。
政府可以針對經濟租課稅，因為對經濟租徵稅，不會造成資源配置的扭曲。以土地為例，對地租徵稅，不會使土地的供給減少。徵稅的另一個好處是，可以減少尋租行為，改進經濟效率。

## 延伸閱讀
- Thomas, Diana W. . Public Choice. September 2009, 140 (3–4): 329–340. JSTOR 40270926. doi:10.1007/s11127-009-9420-4.

- See also:

- Acemoglu, Daron; Robinson, James A. . The American Economic Review, Special Issue: Papers and Proceedings of the 112th Annual Meeting of the American Economic Association. May 2000, 90 (2): 126–130. CiteSeerX 10.1.1.514.6335 . JSTOR 117205. doi:10.1257/aer.90.2.126.
- Tullock, Gordon. . The Bell Journal of Economics. Autumn 1975, 6 (2): 671–678. JSTOR 3003249. doi:10.2307/3003249.

## 外部連結
- Definition of economic rent at Economist.com （页面存档备份，存于）
- The Art of Rent （页面存档备份，存于）, a series of seminars at Queen Mary University of London.
- Rent-Seeking Network Rent-Seeking papers by Behrooz Hassani
- Agricultural economic rent （页面存档备份，存于）